# 北方町立図書館
北方町立図書館（きたがたちょうりつとしょかん）は、岐阜県本巣郡北方町にある公共図書館。

## 概要
1988年（昭和63年）7月開館。
建物は鉄筋コンクリート造平屋建（一部2階建）、延床面積は1143.61m2。建物は瓦、格子、うだつなどのある外観であり、入口の門は北方町の各町に設置されていた冠木門を模した門である。
蔵書数は8万7808冊（2015年度）。
建物内には歴史資料展示室があり、郷土資料の展示などがされている。

## 施設概要
1階
- 一般向け図書
- 幼児・児童向け図書
- 歴史資料展示室（町民ギャラリー）
- 資料室

2階
- 閉架書庫
- 視聴覚室

## 利用案内
- 開館時間：
  - 10：00 - 18：00　（平日・土曜日）
  - 10：00 - 17：00　（日曜日）
- 休館日：月曜日（当日が祝日の時は翌日）、毎月末日、年末年始
- 貸出
  - 貸出点数：1人10点まで
  - 貸出期間：14日間

## 交通アクセス

### 公共交通機関
- 樽見鉄道樽見線「北方真桑駅」下車、徒歩で約25分。
- 岐阜バス「北方バスターミナル」バス停より徒歩で約2分。
  - 岐阜駅（JR岐阜駅バスターミナル）・名鉄岐阜駅（名鉄岐阜のりば）より、北方河渡線【G61】「芝原6丁目」行き、真正大縄場線【O75】「北方バスターミナル」行き、【O81】「イオンタウン本巣」行き、【O85】「大野バスセンター」行き、大野忠節線【C34】「北方バスターミナル」行き、【C35】「パレットピアおおの」行き、【C39】「大野バスセンター」行き、モレラ忠節線【C30】「大野バスセンター」行き、【C36】「モレラ岐阜」行き。
  - 穂積駅より大野穂積線「大野バスセンター」行き。

### 自動車
- 国道21号「穂積中原」交差点から県道23号北方多度線を北上し、「平成8丁目」交差点を東進し「長谷川西2丁目」交差点を北上。

## 周辺施設
- 北方町役場
- 北方町コミュニティセンター
- 北方町生涯学習センターきらり
- 北方町立北学園
- 旧北方町立北方西小学校
- 円鏡寺
- 北方バスターミナル
- アピタ北方店